# هيروكو أنزاي
هيروكو أنزاي (باليابانية: 安西ひろこ؛ بالكانا: あんざい ひろこ) هي عارضة وتارينتو ومغنية وممثلة يابانية، ولدت في 9 فبراير 1979 في ساغاميهارا في اليابان.

## وصلات خارجية
- هيروكو أنزاي على موقع IMDb (الإنجليزية)
- هيروكو أنزاي على موقع ميوزك برينز (الإنجليزية)